# Monsieur Ripois
Pour plus de détails, voir Fiche technique et Distribution.
Monsieur Ripois est un film franco-britannique réalisé par René Clément, sorti en 1954, adaptation cinématographique du roman français publié en 1950 Monsieur Ripois et la Némésis de Louis Hémon.

## Synopsis
André Ripois, un Français exilé à Londres, est un Don Juan. Sa femme Catherine, lasse de ses infidélités, part pour Édimbourg pour préparer son divorce. Pendant ce temps, André, entre plusieurs liaisons opportunistes, s'éprend de Patricia, une amie de sa femme, et utilise pour la séduire de nombreux stratagèmes.
Après l'avoir piégée à dîner chez lui, il lui raconte sa vie et ses combines pour s'attirer la compassion et la protection d'une femme après l'autre, les trompant et se lassant d'elles à peine séduites. Il lui parle d'Anne, sa supérieure au travail ; Norah qu'il poursuit dans la rue et qu'il quitte au moment de rencontrer sa mère après lui avoir faussement demandé de l'épouser ; Marcelle, prostituée française à Londres qui l'abrite alors qu'il est mis à la rue faute de payer son loyer, et qu'il abandonne en lui prenant assez d'argent pour lancer une affaire de professeur de français...
Ne parvenant pas à ses fins auprès de Patricia, prévenue par Catherine et qui comprend qu'elle n'est qu'une femme de plus sur sa liste, il va jusqu'à simuler son suicide par défenestration, mais il tombe accidentellement et reste paralysé à vie. Catherine s'imagine alors, comme Patricia, qu'il a tenté de se suicider à cause d'elle et renonce au divorce : Ripois devient, malgré lui, le « fidèle prisonnier » de sa femme.

## Fiche technique
- Titre original : Monsieur Ripois
- Titre anglais : Knave of Hearts (Royaume-Uni)
- Titres alternatifs anglais : Lovers, Happy Lovers! et Lover Boy (États-Unis)
- Titre allemand : Liebling der Frauen (République fédérale d'Allemagne).
- Réalisation : René Clément
- Scénario : René Clément et Hugh Mills d'après le roman Monsieur Ripois et la Némésis de Louis Hémon (Éditions Grasset, 1950[1])
- Assistants réalisation : Léonard Keigel, Claude Clément
- Dialogues : René Clément, Raymond Queneau
- Décors : Ralph W. Brinton
- Costumes : Pierre Balmain
- Photographie : Oswald Morris
- Son : Cecil Mason
- Montage : Vera Campbell, Françoise Javet
- Musique : Roman Vlad
- Production : Paul Graetz
- Directeurs de production : Vincent Permane, Leopold Schlosberg
- Sociétés de production : Transcontinental Film Production (France/Royaume-Uni), Transcontinental Films (France)
- Sociétés de distribution : Cinédis (France), Acacias Ciné Audience (France)
- Pays de production :  France,  Royaume-Uni
- Langues originales : anglais, français
- Format : 35 mm — noir et blanc — 1.37:1 — son monophonique (RCA Sound System)
- Genre : drame
- Durée : 100 minutes
- Date de sortie : France : 19 mai 1954
- (fr) Classifications CNC : tous publics, art et essai (visa d'exploitation no 15540 délivré le 14 mai 1954)
- Affiches : René Péron (modèle A/modèle B) (France)

## Distribution
- Gérard Philipe : Andre Ripois
- Natasha Parry : Patricia

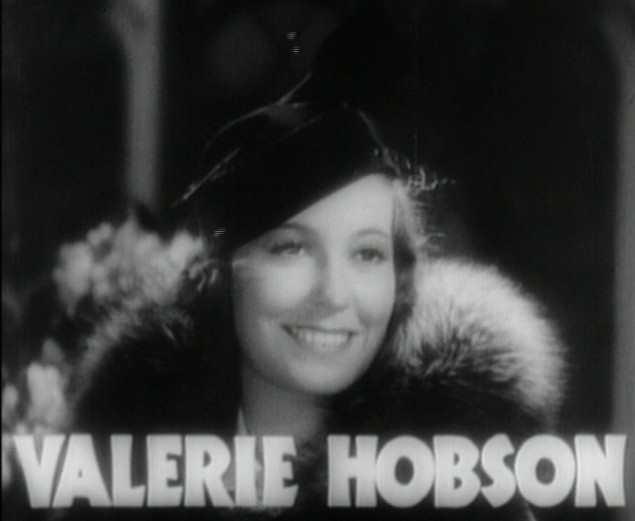
Valérie Hobson

- Valerie Hobson : Catherine Ripois
- Joan Greenwood : Norah
- Margaret Johnston : Anne
- Germaine Montero : Marcelle
- Percy Marmont : le père de Catherine
- Diana Decker : Diana
- Bill Shine : Nick, le barman du pub
- Eric Pohlmann : propriétaire de pension

## Production

### Genèse
- René Clément réalise ce film juste après Jeux interdits (1952).

### Scénario
- Louis Hémon, dont le livre a été adapté, est surtout connu pour son roman Maria Chapdelaine.

### Chanson
- La Chanson de Margaret, paroles de Pierre Mac Orlan et musique de V. Marceau, est interprétée par Germaine Montero.

### Casting
- C'est le dernier film au cinéma de Valerie Hobson, célèbre pour son rôle d'Elizabeth Frankenstein dans La Fiancée de Frankenstein (1935).

### Tournage
- Extérieurs : Londres.
- Intérieurs : Studios d'Elstree (Hertfordshire)[2].

## Accueil
- Pour Georges Sadoul, dans son dictionnaire des films, c'est « une des meilleures réussites de René Clément, et une des plus parfaites compositions de Gérard Philipe, incarnant un écœurant et pitoyable Don Juan « infirme du cœur ».
- Pour Jean Tulard, le film « n'est plus guère admiré que pour une certaine forme d'humour glacé à l'anglaise »[3].
- Michèle Lagny, pour sa part pense « qu'un des charmes du film, tourné en partie dans les rues avec une caméra cachée, tient aux notations sur Londres et au jeu sur le bilinguisme des acteurs »[4].

## Distinctions

### Récompenses
- Festival de Cannes 1954 : Prix du jury[5].
- Jussi 1955 : prix du meilleur acteur étranger à Gérard Philipe (également pour son rôle dans Le Rouge et le Noir).

### Nominations
- BAFTA 1955 : René Clément et Hugh Mills nommés pour le British Academy Film Award du meilleur scénario.

## Autour du film
- Une version télévisée a été tournée par Luc Béraud, Monsieur Ripois, avec Laurent Malet et Bernadette Lafont (1993).